# Nothingface (álbum)
Nothingface es el quinto álbum de estudio de la banda canadiense de thrash metal y metal progresivo Voivod, editado en 1989 por el sello MCA Records. Este álbum marcó un cambio de dirección en cuanto al estilo de la banda se refiere, ya que expandieron su sonido y exploraron el metal progresivo con mayor fuerza que en su anterior trabajo, Dimension Hatröss. Es, además, el único álbum de Voivod que alcanzó a entrar en la lista del Billboard 200, en el puesto 114.

## Lista de canciones
1. "Intro" - 0:54
2. "The Unknown Knows" – 5:42
3. "Nothingface" – 4:08
4. "Astronomy Domine" (Barrett, versión de Pink Floyd) – 5:22
5. "Missing Sequences" – 5:37
6. "X-Ray Mirror" – 4:24
7. "Inner Combustion" – 3:36
8. "Pre-Ignition" – 5:01
9. "Into My Hypercube" – 4:54
10. "Sub-Effect" – 4:22

## Personal
- Denis Bélanger - voz
- Denis D'Amour - guitarra
- Jean-Yves Thériault - bajo
- Michel Langevin - batería
- Glenn Robinson - producción